# Autoroute A19 (Portugal)
Pour les articles homonymes, voir A19.
L'autoroute portugaise A19 est une courte autoroute de 16 km qui relie la  N 109  et l' IC 2  au nord de Leiria jusqu'au sud de Batalha où elle se connecte à la fois à l' IC 9 , à la  N 1  et à la  N 8 , permettant un accès en direction de Tomar, Rio Maior et Alcobaça.

## Péage
Cette autoroute est payante et le péage est assuré par des portiques automatiques en flux libre (free-flow). Un trajet Batalha - Leiria coûte 1€15 (le contournement ouest de Leiria étant gratuit).

## État des tronçons
| Tronçon                             | État (2011)                                      | km   |
| ----------------------------------- | ------------------------------------------------ | ---- |
| Batalha ( IC 9 ) - Leiria ()        | En service (11/2011) (Concession: Litoral Oeste) | 13,3 |
| Leiria () - Leiria ( N 109 / IC 2 ) | En service (12/2010) (Concession: Litoral Oeste) | 3,1  |

## Capacité
| Section                         | Capacité | Longueur |
| ------------------------------- | -------- | -------- |
| Batalha ( IC 9 ) - Azoia        |          | 12 km    |
| Azoia - Leiria ( N 109 / IC 2 ) |          | 4 km     |

## Itinéraire
| Sorties                               | Villes                                   |
| ------------------------------------- | ---------------------------------------- |
|                                       | Direction Fátima - Ourém IC 9            |
| 01                                    | Rio Maior N 1 São Jorge N 1 Alcobaça N 8 |
| Aire de service de Batalha (km 3)     |                                          |
| Portique de péage de Batalha - € 0,55 |                                          |
| 02                                    | Batalha N 356                            |
| Portique de péage de Azoia - € 0,60   |                                          |
| 03                                    | Azoia N 1                                |
| 04                                    | Marinha Grande Leiria-Sud -              |
| 05                                    | Leiria-Sud (centre commercial)           |
| 06                                    | Leiria-Centre Marinha Grande N 242       |
| 07                                    | Leiria-Nord Monte Real N 109             |
|                                       | Direction Pombal IC 2                    |